# Xyris sulcatifolia
Xyris sulcatifolia là một loài thực vật hạt kín trong họ Hoàng đầu. Loài này được Kral mô tả khoa học đầu tiên năm 2005.